# هبة الدين الشهرستاني
محمد علي بن حسين بن محسن بن مرتضى الحسيني،(1301 - 1386 هـ / 1884 - 1967 م) المعروف بـ«هبة الدين الشهرستاني». باحث من أعيان الشيعة الإمامية في العراق قضى حياته في العراق ومصر.
عالم ومجتهد كبير، ومفسر للقرآن، محارب ومجاهد، ولد في 24 رجب عام 1301 قمري في سامراء أبوه السيد حسین الحائري الکاظمي وأمه مریم وهي من العلويين أبناء المیرزا مهدي شهرستاني موسوية النسب، ويصل نسبه من خلال ثلاثين واسطة بزيد بن علي بن الحسين.

## دراسته
بدأ دراسته الرسمية في العاشرة من عمره بدراسة مقدمات العلوم الإسلامية، وعكف خلال تسع سنوات على دراسة الصرف والنحو والمنطق، العروض وعلم البيان والبدیع، الحدیث والدرایة والرجال والفقه والأصول والسطح المتوسط والتأریخ والحساب والریاضیات في كربلاء. بعد وفاة والده انتقل إلى النجف، فاستفاض علميا من أساتذة كبار مثل الآخوند الخراساني، کاظم الیزدي وشریعت الأصفهاني فكانت له مكانة بين مجتهدي الشيعة.

## نشاطه الاجتماعي
أنشأ علاقات مع مفتي مصر آنذاك الشيخ محمد عبده وصاحب مجلة النهار وآخرين من رؤساء المجلات كالمقتطف والهلال، كما أنشأ ارتباطا موثقا بين المراكز الثقافية الشيعية والسنية في العراق ومصر وسوريا، وافتتح مدرستين في البحرين هما مدرسة الإصلاح ومدرسة الإسلام.

صورة لهبة الدين مع بعض طلبة العلم في طهران عام 1321هـ

## آثاره
من آثاره:
- «ثقات الرواة»
- «الساعة الزوالية»
- «مواهب المشاهد في أصول العقائد» منظومة
- «الهيئة والإسلام»[12] وقد ترجم الكرمانشاهي هذا الكتاب الأخير إلى الفارسية.[13] تناول الكتاب موضوع الأفلاك السماوية وفقا للشريعة الإسلامية.[14]
- إصدار مجلة (العلم) استمرت لمدة سنتين تناولت نشر جزء من علومه وافكاره[14]

ولمحمد باقر أحمد بهادلي كتاب «السيد هبة الدين الحسيني آثاره الفكرية ومواقفه السياسية».

## سنين المرض
عانى من ألم في عينيه لعدة سنين وسافر من أجل العلاج إلى سوريا ولكن من دون جدوى. في النهاية أصيب بالعمى فكانوا يقرأون له الكتب وهو كعادته يؤلف مقالا أو كتابا.

## وفاته
توفي هبة الدين في ليلة يوم الإثنين السادس والعشرين من شهر شوال عام 1386 قمري عن عمر ناهز الثلاث وثمانين سنة ودفن في حرم موسى بن جعفر في بغداد.